# Don Ihde
Don Ihde (* 4. Januar 1934 in Kansas; † 17. Januar 2024) war ein US-amerikanischer Philosoph. Er gilt als einer der ersten US-amerikanischen Technikphilosophen. Bekannt wurde er durch einen Denkansatz, den er als Postphänomenologie bezeichnete.

## Leben
Ihde lehrte zuletzt an der State University of New York at Stony Brook. 1990/91 war er Gastprofessor an der University of Sydney. 2013 erhielt er den Golden Eurydice Award für Biophilosophie. Insgesamt veröffentlichte er über 20 Bücher.

## Postphänomenologie
Im Mittelpunkt von Ihdes nichttranszendentaler Postphänomenologie steht das Verhältnis zwischen den Menschen einerseits und ihren technischen Artefakten andererseits. Artefakte – beginnend mit dem griechischen Vokalalphabet, fortgesetzt durch moderne Verkehrs- und Informationsnetzwerke und ihren weitreichenden Folgen für das alltägliche Handeln und Fühlen – vermitteln auf vielfältige Weise das Verhältnis des Menschen zur Welt. Damit sind sie kulturelle Instrumente, eine Erkenntnis, die in den 1990er Jahren in den USA noch kein Gemeinplatz war, hielt man Technik doch zumeist noch für ein deterministisches System. 
Ihde unterscheidet er vier Formen der technischen Mediation: embodiment relations (etwa durch eine Brille), hermeneutic relations (z. B. durch Ablesen einer Uhr oder Interpretation von Geräteskalen), alterity relations (etwa im Dialog mit Künstlicher Intelligenz) und background relations (z. B. Klimaanlagen).
Insbesondere analysiert Ihde — ähnlich wie Bruno Latour — die Interaktion zwischen Mensch und Computer, wobei er den Menschen als körperliches Wesen betrachtet und den Cartesianischen Dualismus von Körper und Geist (wie auch die Gegenüberstellung von Wissenschaft und Technik) ablehnt. Ihde folgt Edmund Husserls Wahrnehmungsanalysen, indem er die Abhängigkeit der Konstitution des Wahrnehmungsgegenstandes von leiblichen Bewegungsphänomenen thematisiert. Er unterscheidet hinsichtlich der menschlichen Wahrnehmung jedoch schärfer als Husserl zwischen der unmittelbaren Sinneswahrnehmung (Mikroperzeption) und der kulturell erweiterten (z. B. durch Aufzeichnungssysteme) bzw. technisch vermittelten Wahrnehmung (Makroperzeption), die unzugängliche Mikro- und Makrowelten erschließen, etwa im Sinn von Arnold Gehlens Organverlängerungs- oder -ersatzthese. Graphischen Darstellungsformen räumt er dabei einen Vorrang gegenüber der rein schriftlichen Informationsübermittlung ein, die ein tieferes hermeneutisches Verständnis erfordert. Auch analysiert er Prozesse des Sprechens und Hörens.
Skeptisch ist Ihde gegenüber der (europäischen) analytischen Philosophie, der Hermeneutik (Hans-Georg Gadamer) und der postmodernen Fixierung auf Texte (textism von Jacques Derrida, Michel Foucault und Paul Ricoeur), aber auch von Techniksoziologen wie Bruno Latour und Steve Woolgar, also gegenüber Ansätzen, die das „Lesen“ und „Deuten“ in den Mittelpunkt rücken und dabei die körperlichen Dimensionen der menschlichen Praxis unterschlagen. Ihre Texte seien oft white, male, and elitist. Das Verständnis der Welt als Buch oder Text sei eine anachronistische Schöpfungsgeschichte. In Material Hermeneutics (2021) zeichnet er die Relevanz von Visualisierungen und optischen Instrumenten in der Wissenschaftsgeschichte nach und kritisiert die Linguistische Wende in der Wissenschaftsphilosophie.    
Ebenso kritisiert Ihde die Aufweichung des Wissenschaftsbegriffs durch den modernen europäischen Relativismus und Sozialkonstruktivismus. Hingegen erkennt er die innovativen Aspekte der Phänomenologie Heideggers an und fordert die aktive Beteiligung von Philosophen am Innovationsgeschehen. Michael Hafner hält Ihdes Ansatz hingegen für schwer operationalisierbar.